# Fátima de Madrid
Fátima de Madrid é o nome dado a uma astrônoma e matemática árabe muçulmana que supostamente viveu durante o final do século X e início do século XI na Espanha islâmica. Ela era supostamente filha do astrônomo Maslama al-Majriti, com quem ela disse ter trabalhado em vários tratados astronômicos e matemáticos, incluindo as tabelas astronômicas de Abu Jafar Maomé ibne Muça Alcuarismi. O relato mais antigo conhecido dela é a edição de 1924 da Enciclopedia Espasa-Calpe, e os historiadores lançam dúvidas sobre se ela realmente existiu.

## Suposta carreira
É dito que Fátima de Madrid viveu em Córdova, sob o Califado de Córdova, durante o final do século X e início do século XI. Diz-se que ela era filha do famoso astrônomo e cientista islâmico Maslama al-Majriti.
Sua suposta obra mais famosa, conhecida como "Correções de Fátima", é uma série de tratados astronômicos e matemáticos, embora nenhuma cópia delas tenha sido encontrada. Ela também supostamente foi coautora de "Um Tratado Sobre o Astrolábio" com seu pai, que contém informações sobre como usar astrolábios. Hoje, o manuscrito ainda está supostamente preservado na biblioteca do mosteiro de El Escorial.
Fátima supostamente ajudou o pai a editar e adaptar as tabelas astronômicas de Abu Jafar Maomé ibne Muça Alcuarismi, substituindo o calendário solar persa usado em seus modelos pelo calendário lunar islâmico. Eles supostamente também corrigiram as tabelas para levar em conta a localização geográfica de Córdova, bem como o meridiano que passa por ela. Com seu pai, ela também traduziu a numeração dos anos persas para os árabes e determinou as posições dos planetas no Dia da Hégira. Fátima também supostamente ajudou o pai a corrigir o Almagesto de Ptolomeu, que continha erros nos cálculos dos eclipses.
Além disso, Fátima teria escrito vários zījes, uma espécie de tratado astronômico islâmico. Estes tópicos abrangidos, incluindo calendários, efemérides dos planetas, o Sol e a Lua e eclipses solares e lunares. Além de seu trabalho em astronomia, Fátima dizia ser capaz de falar, ler ou escrever em árabe, espanhol, hebraico, grego e latim.

## Historicidade
A real existência de Fátima de Madrid é contestada. A mais antiga referência conhecida à sua existência é a edição de 1924 da Enciclopedia Espasa-Calpe. Como explica Ángel Requena Fraile, historiador da matemática:
Em qualquer projeto tão ambicioso quanto a Enciclopédia Espasa-Calpe há errata, alguém sem escrúpulos ou algum copista descuidado. Assim se criam alguns mitos, que não são documentados, nem revestidos por outras fontes, que se referem a personagens que não deveriam estar nas histórias ao invés de mitos. Francisco Vera, que é considerado por muitos como o pai da historiografia da ciência na Espanha, já alertava quando indagamos sobre um geômetra, bispo de Calahorra na época visigótica, chamado Luciniano, que aparece apenas na Espasa e em nenhuma outra fonte. Temos esta situação com Fátima, a esperta filha de Maslama. Encontramos algo semelhante ao que acontece com Luciniano. Não há referência, nenhuma fonte original ou confiável para se apoiar.
A arabista, historiadora e biógrafa do Al-Andalus, Manuela Marín, também defende que Fátima é uma invenção histórica da Espasa-Calpe. Marín atribui a discussão contínua sobre ela, como na internet e com sua inclusão em um calendário de 2009 intitulado "Astrônomos que fizeram história", à repetição acrítica do conteúdo da Espasa-Calpe.